# Mister Felicità
Mister Felicità è un film del 2017 diretto da Alessandro Siani e interpretato dallo stesso regista con Diego Abatantuono e Carla Signoris.

## Trama
Martino De Simone è uno sfaticato di origine napoletana che vive in Svizzera dalla sorella, Caterina; un giorno la donna rimane ferita in un incidente d'auto, per cui non può più lavorare e inoltre ha bisogno di cure che hanno un costo che non può sostenere. Martino prende così il posto di Caterina e diventa uomo delle pulizie presso il dottor Guglielmo Gioia, mental coach. Il dottore si assenta per lavoro e Martino si finge il suo assistente, per far sì che la sorella possa curare la sua gamba lesa a causa dell'incidente, dandosi il nome di Mister Felicità.
Arianna, famosa campionessa di pattinaggio in crisi a causa di una caduta, diventa sua paziente; dopo un po' nasce un rapporto più profondo tra i due. La loro storia d'amore s'intreccia però con la crisi tra Augusta, l'inflessibile e amareggiata madre dell'atleta, e il dottor Gioia: questi si scopre essere il padre della ragazza, separatosi dalla consorte molti anni addietro, quando Arianna era molto piccola. Augusta, infatti, aveva scoperto i numerosi tradimenti di Guglielmo e non aveva mai voluto rivelare ad Arianna chi fosse suo padre. Del resto Augusta si trova costretta a raccontare la storia alla figlia quando scopre che Martino e Guglielmo lavorano insieme, cosicché Arianna lascia in un primo momento Martino.
Il giorno stesso, però, mentre Martino si trova insieme a Guglielmo per cercare di risolvere la situazione, Augusta fa irruzione in casa loro perché la figlia è scomparsa. Inizia così un rocambolesco viaggio in auto che li vede costretti ad arrampicarsi da una finestra salendo sul tetto dell'auto per entrare nell'ospedale in cui pensano si trovi Arianna: temono infatti che in reception non diano loro informazione per motivi di privacy a meno che non dichiarino chi sono, cosa che eviterebbero volentieri. Purtroppo l'impresa fallisce per uno sfondamento del tetto apribile dell'auto, quindi finiscono al pronto soccorso per farsi medicare e scoprire poi che Arianna non è mai stata lì.
Il loro viaggio continua ma, a un certo punto, si trovano a spingere l'auto rimasta senza carburante fino al più vicino distributore; arrivati lì si trovano a fronteggiare un gruppo di malviventi che vogliono sapere se Arianna vincerà o meno i campionati europei per sapere quale scommessa porterà loro fortuna. Guglielmo, con la sua abilità, riesce a calmarli e Martino ne stende uno mentre cerca di far aprire il getto d'acqua dal lavandino del gabinetto del distributore.
Alla fine ritrovano Arianna, che nel frattempo ha ricevuto in regalo da Martino dei pattini e decide di spianarli per riprendere a pattinare per il campionato europeo. Lei infatti perdonerà Martino e torneranno insieme.

## Distribuzione e incassi
Nel novembre 2016 sono stati presentati, all'Hilton Sorrento Palace, il manifesto, il trailer e due clip del film.
Il film è stato distribuito nelle sale cinematografiche il 1º gennaio 2017.
Nel primo giorno di programmazione ha incassato 1.883.000 euro. 
Nei primi otto giorni, ha incassato 7.150.000 euro, risultando il film più visto in Italia nell'inizio del 2017. L'incasso totale è stato di 10038446 € con oltre 1 660 000 presenze.

## Riconoscimenti
Il film ha avuto una candidatura ai Ciak d'oro 2017 per il Miglior produttore ovvero Riccardo Tozzi, Giovanni Stabilini e Marco Chimenz.